# Тринитробензанилид
Тринитробензанилид (сокращённо ТНБА, химическая формула — C6H4(NO2)CO-NHC6H3(NO2)2) — твердое кристаллическое вещество бледно-оранжевого цвета.
Температура плавления = 194,8 °C.

## Свойства
Растворяется в воде слабо, смешивается с органическими растворителями, плохо растворим в изопропиловом спирте. Хорошо растворим в толуоле и в системе растворителей Silyfol 274 (ЧХУ — 0,6; аммиачная вода — 0,8; метанол — 1,5; этилацетат — 10).
ПДК санитарно-токсилогический 0,02 мл/г.
Класс опасности — 3.